# Девержи, Тьерри
Тьерри Девержи (фр. Thierry Devergie, родился 27 июля 1966 года в Марселе) — французский регбист и игрок в регбилиг, выступавший на позиции нападающего второй (лока) и третьей линий.

## Биография

### Клубная карьера
Начинал свою регбийную карьеру в составе клуба «Ним», с которым в сезоне 1990/1991 вышел в четвертьфинал чемпионата Франции 1990/1991. Позже он стал игроком «Гренобля», с которым вышел в финал чемпионата Франции сезона 1992/1993 и проиграл его из-за судейской ошибки. В сезоне 1993/1994 дошёл до полуфинала чемпионата Франции.
Девержи отыграл ещё два сезона за клуб, после чего продолжил карьеру в «Монпелье Эро». В сезоне 1997/1998 играл на Британских островах: 7 матчей за валлийский клуб «Нит», 15 матчей за английский «Бристоль» (в том числе 12 матчей в Европейском кубке вызова), завершал карьеру в «Бриве» и «Бордо». Один сезон отыграл в регби-13 за клуб ПСЖ.

### В сборной
26 ноября 1988 года Девержи дебютировал за сборную Франции матчем против Румынии. В 1990 году участвовал в Кубке пяти наций. В 1991 году выступал на Кубке мира, последнюю игру отыграл 11 июля 1992 года против Аргентины. 6 ноября 1996 года в составе клуба «Барбарианс Франсез» сыграл матч против команды Кембриджского университета, «варвары» победили 76:41.
13 марта 1991 года Девержи сыграл за вторую сборную Франции против сборной СССР в рамках чемпионата Европы (победа 38:6).

## Вне регби
Помимо регби, Девержи занимался гандболом и играл на высоком уровне. В настоящее время занимается бизнесом, работает инженером в консалтинговой компании Gener Best (ранее работал в компаниях Groupe Cirrus Pegase, Immobilier, Quadra Informatique ESN).